# Associazione Sportiva Martina 1970-1971
Questa voce raccoglie le informazioni riguardanti l'Associazione Sportiva Martina nelle competizioni ufficiali della stagione 1970-1971.

## Rosa
| N. |                   | Ruolo | Calciatore               |
| -- | ----------------- | ----- | ------------------------ |
|    | Italia (bandiera) | C     | Nicola Addante           |
|    | Italia (bandiera) | C     | Luigi Alpini             |
|    | Italia (bandiera) | D     | Luciano Basile           |
|    | Italia (bandiera) | A     | Giulio Bonaldi           |
|    | Italia (bandiera) | C     | Biagio Catalano          |
|    | Italia (bandiera) | C     | Michele Corti            |
|    | Italia (bandiera) | P     | Antonio De Jaco          |
|    | Italia (bandiera) | A     | Giovan Battista Fumarola |
|    | Italia (bandiera) | D     | Antonio Grossi           |
|    | Italia (bandiera) | A     | Manlio Ingrosso          |
|    | Italia (bandiera) | C     | Vincenzo Lanzone         |
|    | Italia (bandiera) | D     | Fulvio Lanzillotti       |

| N. |                   | Ruolo | Calciatore          |
| -- | ----------------- | ----- | ------------------- |
|    | Italia (bandiera) | C     | Nicola Ranieri      |
|    | Italia (bandiera) | D     | Mario Laudisa       |
|    | Italia (bandiera) | A     | Pietro Montegano    |
|    | Italia (bandiera) | D     | Luigi Ricciardi     |
|    | Italia (bandiera) | P     | Michele Salvemini   |
|    | Italia (bandiera) | D     | Antonio Scarola     |
|    | Italia (bandiera) | D     | Domenico Scarola    |
|    | Italia (bandiera) | A     | Saverio Sciacovelli |
|    | Italia (bandiera) | A     | Fiorenzo Serina     |
|    | Italia (bandiera) | C     | Saverio Toscano     |
|    | Italia (bandiera) | C     | Vitantonio Zizzi    |
|    | Italia (bandiera) | D     | Emanuele Zonno      |